# Ethelreda av Northumbria
Ethelreda av Northumbria, född okänt år, död efter 1094, var drottning av Skottland som gift med Duncan II av Skottland. Hon var dotter till den engelske adelsmannen Gospatric, Earl of Northumbria. Hon gifte sig cirka 1090 med Duncan II, och blev mor till William fitz Duncan. Efter mordet på hennes make 1094 ska hon ha flytt med sin son till sin bror i England. 